# 7,63 × 25 mm Mauser
La 7,63 mm Mauser (anche nota come .30 Mauser) è una cartuccia ideata dai fratelli Mauser per la loro famosa pistola semiautomatica Mauser C96, impiegando un bossolo a collo di bottiglia e fondello tipo rimless, molto simile alla cartuccia 7,65 Borchardt, ma con carica di lancio notevolmente aumentata, tale da portare il proiettile alla velocità di 450 m/s.